# Polydrusus cervinus
Espèce
Polydrusus cervinus est une espèce d'insectes coléoptères appartenant à la famille des Curculionidae.

## Synonyme
- Eurodrusus cervinus